# Wonodadi (Ngrayun)
Wonodadi is een bestuurslaag in het regentschap Ponorogo van de provincie Oost-Java, Indonesië. Wonodadi telt 4096 inwoners (volkstelling 2010).